# Laurens Dassen

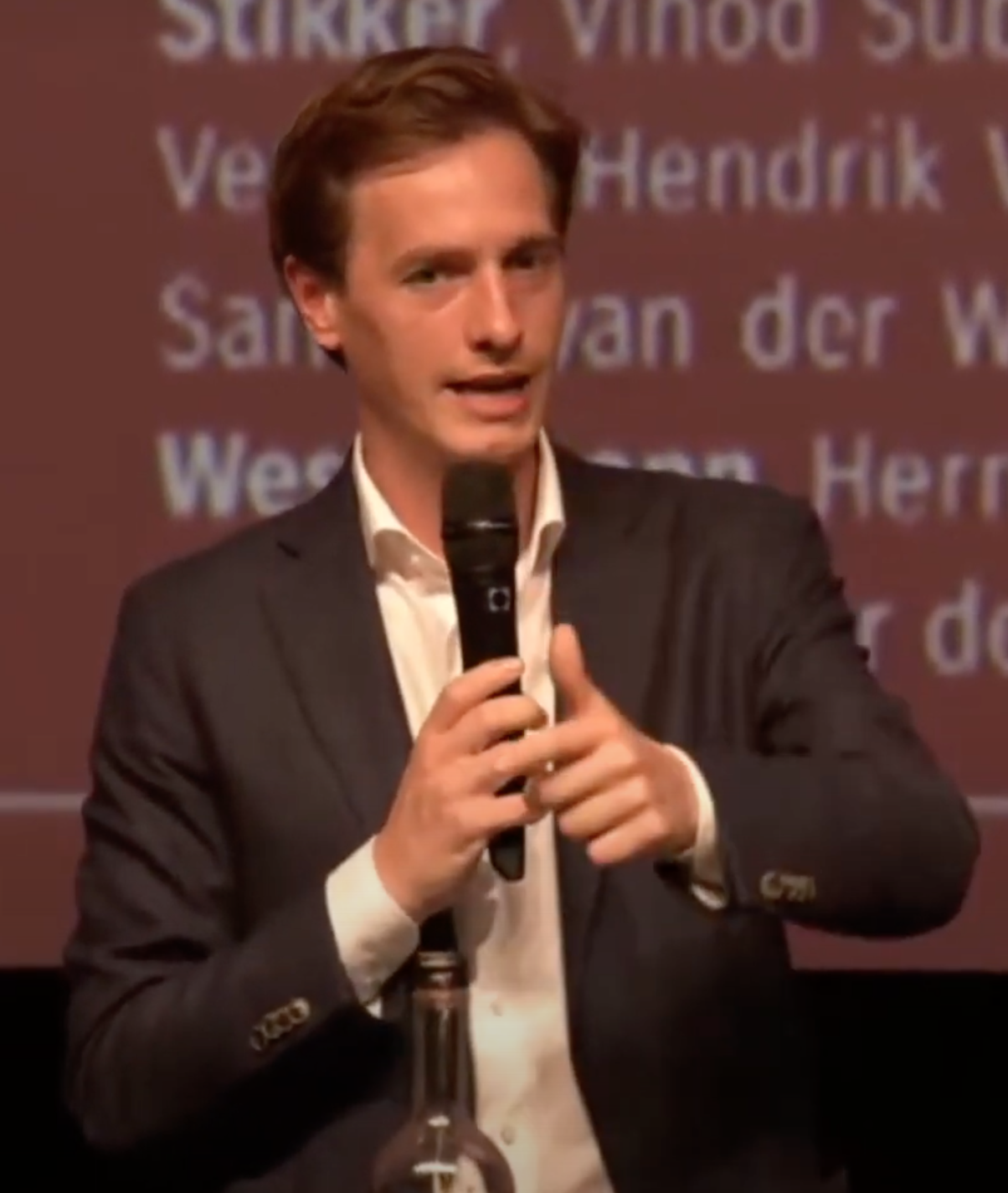
Laurens Dassen, Juli 2021

Laurens Antonius Josephus Maria Dassen (* 19. Oktober 1985 in Eindhoven) ist ein niederländischer Politiker und ehemaliger Banker. Dassen ist seit der Gründung von Volt Nederland im Jahr 2018 Mitglied der Partei und wurde bei den Parlamentswahlen 2021 als Listenführer seiner Partei ins Abgeordnetenhaus gewählt.

## Frühes Leben und Karriere
Dassen wurde 1985 in Eindhoven geboren und wuchs in dem nahe gelegenen Dorf Knegsel in Noord-Brabant auf. Sein Vater arbeitete als Manager bei Philips, und seine Mutter war Grundschullehrerin. Dassen hat eine ältere Schwester und einen jüngeren Bruder. Er besuchte die Sekundarschule Sondervick College in Veldhoven und machte 2003 sein Havo-Diplom. In seiner Jugend spielte er Fußball bei den Knegselse Boys und spielte Baritonhorn in einem Jugendorchester.
Nach Abschluss der Sekundarschule besuchte Dassen die Fontys Hogeschool in Eindhoven, brach das Studium aber nach einem Jahr ab, um an der Universität Maastricht internationale Wirtschaft zu studieren. Ein weiteres Jahr später, im Jahr 2005, verließ er auch diese Bildungseinrichtung, um an der Radboud-Universität in Nimwegen Betriebswirtschaftslehre zu studieren, wo er 2011 seinen Abschluss machte. Während seines Studiums war Dassen Mitglied der Studentenvereinigung N.S.V. Carolus Magnus, verbrachte ein halbes Jahr in Indien und nahm 2009 als Teil der niederländischen Delegation an der Harvard Model United Nations teil.
Im Jahr 2012, nach seinem Abschluss, nahm Dassen eine Stelle bei der Bank ABN AMRO an. Er war zunächst im Risikomanagement und in der Prävention von Geldwäsche und Terrorismusfinanzierung tätig und wurde für fünf Monate nach Dubai entsandt. Später arbeitete Dassen in der Web- und App-Entwicklung der Bank. Er verließ seinen Job im September 2018, kehrte aber 2020 für einige Monate in Teilzeit zurück.

## Politik
Dassens Wechsel in die Politik wurde durch eine Reihe von Faktoren ausgelöst, darunter der zunehmende Nationalismus und Populismus, der Brexit und die Wahl von Donald Trump zum Präsidenten der Vereinigten Staaten. Da er keine etablierte politische Partei finden konnte, die zu ihm passte, schloss er sich im Februar 2018 Volt Europa an, das einen niederländischen Ableger gründen wollte und wurde ehrenamtlich für die Gruppe tätig. Dassen gehörte zu den Personen, die am 23. Juni 2018 Volt Niederlande gründeten, und übernahm das Amt des Schatzmeisters. Im September kündigte er seinen Job bei ABN AMRO, um sich ganz der Politik zu widmen, und wurde auch Generalsekretär. Dassen trat am 15. Dezember 2018 die Nachfolge von Reinier van Lanschot als Parteivorsitzender an, als Van Lanschot zum Listenführer der Partei für die Wahl zum Europäischen Parlament 2019 gewählt wurde. Dassen selbst stand auf Platz drei der Parteiliste von Volt Niederlande. Die Partei erhielt 1,93 % der Stimmen, was nicht ausreichte, um die Schwelle für einen Sitz im Europäischen Parlament zu erreichen.

### Niederländische Parlamentswahl 2021
Im Juni 2020 wurde Dassen zum Spitzenkandidaten von Volt für die niederländischen Parlamentswahlen 2021 gewählt. Die Volt-Kampagne konzentrierte sich auf europäische, grenzüberschreitende Lösungen für Klimawandel, Migration, Sicherheit und soziale Ungleichheit. Dassen wies Versuche zurück, ihn in das politische Spektrum von links bis rechts einzuordnen, und bezeichnete dies als „alte Politik“. Volt gewann bei der Wahl drei Sitze, so dass Dassen am 31. März als Mitglied der Abgeordnetenkammer vereidigt wurde. Er wurde Fraktionsvorsitzender von Volt und ist Mitglied in den folgenden Ausschüssen:
- Ausschuss für digitale Angelegenheiten
- Ausschuss für Wirtschaft und Klimapolitik
- Ausschuss für europäische Angelegenheiten
- Ausschuss für auswärtige Angelegenheiten
- Ausschuss für Infrastruktur und Wasserwirtschaft
- Ausschuss für Inneres

Er erklärte, seine Partei sei als Neuling nicht bereit, einer neuen Regierungskoalition beizutreten. Im September 2021 forderten Dassen und andere Abgeordnete in einem Antrag, der vom Parlament angenommen wurde, dass Kabinettsmitglieder nach Ablauf ihrer Amtszeit zwei Jahre lang keine Lobbytätigkeit ausüben dürfen. Dies war eine Reaktion auf den Rücktritt von Ministerin Cora van Nieuwenhuizen, die als Energielobbyistin tätig ist. Im Mai 2022 forderte Dassen gemeinsam mit dem unabhängigen Abgeordneten Pieter Omtzigt in einem Initiativpapier erneut strengere Regeln für Lobbytätigkeit, die Einführung eines Lobbyregisters und eines verbindlichen Verhaltenskodex für Beamte. Minister sollen Besitztümer, finanzielle Interessen und Einkünfte offenlegen.

## Privatleben
Dassen zog in die niederländische Hauptstadt Amsterdam, als er Web- und App-Entwickler bei ABN AMRO wurde, und lebt seitdem dort. Er hat eine Freundin.